# Distretto di Mueang Narathiwat
Il distretto di Mueang Narathiwat (in thailandese: เมืองนราธิวาส) è un distretto (amphoe) della Thailandia, situato nella provincia di Narathiwat, della quale è il capoluogo.